# 먼 목소리, 조용한 삶
《먼 목소리, 조용한 삶》(Distant Voices, Still Lives)은 영국에서 제작된 테렌스 데이비스 감독의 1988년 드라마 영화이다. 로레인 애쉬보른 등이 주연으로 출연하였고 콜린 맥케이브 등이 제작에 참여하였다.

## 출연

### 주연
- 로레인 애쉬보른
- 진 보트
- 칼 체이스

### 조연
- 프레다 도위
- 앤 다이슨
- 매튜 롱
- 피트 포스틀스웨이트
- 앤드류 슈필드
- 마이클 스타크
- 안젤라 월쉬
- 딘 윌리엄스

## 기타
- 미술: 조셀린 제임스
- 의상: 모니카 호우